# Rondo Żaba w Warszawie
Rondo Żaba – rondo znajdująca się w dzielnicy Targówek w Warszawie.

## Nazwa
Pochodzenie nazwy „Żaba” nie jest znane. Jest to nazwa zwyczajowa, która w 2002 roku stała się nazwą oficjalną. Najprawdopodobniej pochodzi od kształtu układu ulic, przypominającego z lotu ptaka spłaszczoną żabę.
Po 2002 roku podejmowano próby usunięcia „Żaby” z nazwy ronda. W 2012 roku radni z Komisji ds. Nazewnictwa Miejskiego Rady m.st. Warszawy odrzucili wniosek o zmianę nazwy ronda na rondo ppor. Jana Wójcika „Znicza”, a w 2024 roku wniosek o jej zmianę na rondo Praskie.

## Opis
Pierwotnie było to skrzyżowanie, jedno z najbardziej skomplikowanych w Warszawie, nazywane zwyczajowo węzłem Żaba. W latach 1999−2000 węzeł został przebudowany. Powstało rondo, tunel pod torami kolejowymi (linia kolejowa nr 9), a także wiadukt łączący ul. Szwedzką i ul. Starzyńskiego. 
Rondo jest skrzyżowaniem z wyspą centralną, znajdującym się na styku ulic:
- od północy – ul. Odrowąża
- od wschodu – ul. św. Wincentego
- od południa – ul. 11 Listopada
- od południowego wschodu – ul. Praskiej
- od zachodu – ul. Stefana Starzyńskiego

W 2014 przy rondzie ustawiono kamień upamiętniający Jana Wójcika ps. „Znicz” i innych żołnierzy Armii Krajowej poległych w powstaniu warszawskim.

## Ważniejsze obiekty
- Cmentarz żydowski
- Dom Paprockich
- Tablica pamiątkowa Tchorka